# روبرت لين (سياسي أمريكي)
روبرت لين (بالإنجليزية: Robert Linn)‏ هو سياسي أمريكي، ولد في 27 ديسمبر 1908 في الولايات المتحدة، وتوفي في 22 أغسطس 2004 في الولايات المتحدة. حزبياً، نشط في الحزب الجمهوري.